# Регистрационен номер на МПС (Азербайджан)
Регистрационен номер на МПС в Азербайджан обикновено се състоят от две цифри, тире, две букви, тире и три цифри (напр. 10-ЈА-001), зад автомобила с черни знаци на бял фон. Размер е същият като на европейските табели. Номера съдържа изображение на знамето на Азербайджан и автомобилния код на Азербайджан „AZ“ от лявата страна.

## Актуални табели
През септември 2011 г. бяха представени нови стилни табели с правоъгълен флаг и микрочип. Регистрационният номер на Азербайджан включва RFiD TAG/чип. RFiD TAG е поставен в долния ляв ъгъл на регистрационния номер под националния флаг на Азербайджан. На повечето табели RFiD TAG чипът е под буквите "AZ".  Цветът все още варира в зависимост от използването и собствеността на превозните средства.

## Маркировка на колата
- 01 – Апшеронски район
- 02 – Агдамски район
- 03 – Агдашки район
- 04 – Агджабедински район
- 05 – Агстафински район
- 06 – Агсуски район
- 07 – Астарински район
- 08 – Белакански район
- 09 – Бардински район
- 10, 90, 77, 99 – Баку, град
- 11 – Бейлагански район
- 12 – Билясуварски район
- 14 – Джебраилски район
- 15 – Джалилабадски район
- 16 – Дашкесански район
- 17 – Шабрански район
- 18 – Ширван, град
- 19 – Физулски район
- 20 – Ганджа, град
- 21 – Гедебейски район
- 22 – Горанбойски район
- 23 – Гьокчайски район
- 24 – Хаджикабулски район
- 25 – Гьойгьоиски район
- 26 – Ханкенди, град
- 27 – Хачмаски район
- 28 – Ходжавендски район
- 29 – Хизински район
- 30 – Имишлийски район
- 31 – Исмаилийски район
- 32 – Келбеджерски район
- 33 – Кюрдемирски район
- 34 – Кахски район
- 35 – Казахски район
- 36 – Габалийски район
- 37 – Гобустански район
- 38 – Кусарски район
- 39 – Кубадлийски район
- 40 – Кубински район
- 41 – Лачински район
- 42 – Ленкоран, град
- 43 – Лерикски район
- 44 – Масалински район
- 45 – Мингечаур, град
- 46 – Нафталан, град
- 47 – Нефтечалски район
- 48 – Огузки район
- 49 – Саатлийски район
- 50 – Сумгаит, град
- 51 – Самухски район
- 52 – Салянски район
- 53 – Сиазански район
- 54 – Сабирабадски район
- 55 – Шеки, град
- 56 – Шамахски район
- 57 – Шамкирски район
- 58 – Шушински район
- 59 – Тертер, град
- 60 – Товузки район
- 61 – Уджарски район
- 62 – Закаталски район
- 63 – Зердабски район
- 64 – Зенгилански район
- 65 – Ярдимлийски район
- 66 – Евлахски район

Кодове в Нахичеван:
- 67 = Бабекски район
- 68 = Шерурски район
- 69 = Ордубадски район
- 70, 85 = Нахичеван
- 71 = Шахбузки район
- 72 = Джулфински район

## Специални табели
- Държавна администрация - напр. 31 AA 069
- Министерство на отбраната - напр.31 AM 069
- МВР - напр. 31 АП 069
- Министерство на правосъдието - напр. 31 AO 069
- Президентска администрация - напр. 31 PA 069
- Президентските тайни служби - напр. 31 PM 069
- Държавна сигурност – напр. 31 АС 069
- Влекачи - съставени по същия начин като обикновените табели на Азербайджан, но без тире.
- Чужди граждани - съставени от буква, три цифри интервал и още три цифри.